# Burry Port and Gwendraeth Valley Railway
Die Burry Port and Gwendraeth Valley Railway, auch Burry Port and Gwendreath Railway genannt, war eine Eisenbahngesellschaft in Südwales.
Die Gesellschaft entstand am 30. April 1866 aus der Fusion der Kidwelly and Burry Port Railway und der Burry Port Company. Wegen eines Schreibfehlers im Gesetzestext der Konzession lautet der offizielle Name der Gesellschaft Burry Port and Gwendreath Railway. Das Streckennetz umfasste 34 Kilometer einschließlich aller Anschlussgleise. Die Hauptstrecke führte von Burry Port nach Cwm Mawr.
Lange Zeit waren die Einnahmen des Unternehmens aus dem Güterverkehr gering. Personenverkehr durfte auf Grund gesetzlicher Einschränkungen nicht durchgeführt werden. Die Gesellschaft verfügte deshalb nicht über genügend liquide Mittel und musste zweimal unter Konkursverwaltung gestellt werden. Erst der wirtschaftliche Aufschwung um die Jahrhundertwende sowie die Beratung durch den Ingenieur und Manager Holman Fred Stephens verbesserte die Situation. Stephens sorgte auch dafür, dass 1913 der Personenverkehr auf der Strecke eingeführt werden konnte. 
Am 1. Juli 1922 übernahm die Great Western Railway die inzwischen florierende Gesellschaft.

## Lokomotiven
Von der GWR werden 15 Lokomotiven übernommen. Es handelt sich dabei ausschließlich um dreifach gekuppelte Tenderlokomotiven aus den Baujahren 1900 bis 1919. Die Lokomotiven mit den Nummern 1 bis 15 erhalten bei der GWR die Nummern 2162–2168, 2176, 2192–2198.